# Governo Bratušek
Il Governo Bratušek è stato il governo della Slovenia dal 20 marzo 2013 al 18 settembre 2014.

## Composizione
Slovenia Positiva (PS)
     Socialdemocratici (SD)
     Lista Civica (DL)
     Partito Democratico dei Pensionati della Slovenia (DeSUS)
| Carica | Titolare | Titolare | Titolare         | Partito |
| --- | -------- | -------- | ---------------- | ------- |
| Primo ministro |          |          | Alenka Bratušek  | PS      |
| Ministro senza portafoglio (relazioni fra la Repubblica di Slovenia e la Comunità Nazionale Slovena Autoctona nelle Nazioni Vicine e fra la Repubblica di Slovenia e gli Sloveni all'Estero) |          |          | Tina Komel       | PS      |
| Lavoro, famiglia, affari sociali e pari opportunità |          |          | Anja Kopač Mrak  | SD      |
| Finanze |          |          | Uroš Čufer       | SD      |
| Sviluppo economico e tecnologia |          |          | Stanko Stepišnik | PS      |
| Infrastrutture e pianificazione territoriale |          |          | Igor Maher       | DL      |
| Istruzione, scienza e sport |          |          | Jernej Pikalo    | SD      |
| Cultura |          |          | Uroš Grilc       | PS      |
| Interno e pubblica amministrazione |          |          | Gregor Virant    | DL      |
| Difesa |          |          | Roman Jakič      | PS      |
| Agricoltura e ambiente |          |          | Dejan Židan      | SD      |
| Giustizia |          |          | Senko Pličanič   | DL      |
| Salute |          |          | Tomaž Gantar     | DeSUS   |
| Affari esteri |          |          | Karl Erjavec     | DeSUS   |